# William Kyriakos
William Kyriakos Júnior (São Paulo, 3 de setembro de 1972) é um ex-tenista profissional brasileiro.
Kyriakos representou o Brasil nos Jogos Pan-Americanos de 1991, em Havana. Conquistou medalha de prata na prova de duplas mistas, ao lado de Cláudia Chabalgoity, além de medalha de ouro na prova por equipes masculina. A equipe brasileira, formada por Kyriakos, Nelson Aerts e Marcelo Saliola derrotou Porto Rico na final.
No tour profissional, Kyriakos teve o melhor ranking de simples da carreira de 266 no mundo e fez uma aparição na chave principal do ATP Tour como eliminatória no Aberto de Brasília , realizado apenas uma vez em 1991. Perdeu na primeira rodada para José Daher.